# Givova
Givova — молодий італійський спортивний бренд, що дуже стрімко розвивається. Заснований у 2008 році у місті Скафаті в Італії. Всього за декілька років цей бренд став одним з лідерів італійського спортивного ринку. Бренд займається виготовленням баскетбольної, футбольної, футзальної, гандбольної, волейбольної екіпіровки.

## Спонсорство
Спортивній екіпіровці Givova надали перевагу такі спортивні клуби як: К'єво, Уніря, Катанія, збірна Мальти з футболу, а також десятки інших команд у різних видах спорту, варто зазначити, що цей перелік росте з кожним днем. Збірна Сербії на Олімпійських іграх в Лондоні 2012 року вибрала для себе екіпіровку саме від ТМ Givova.